# Патфорк (Кентуккі)
Патфорк (англ. Pathfork) — переписна місцевість (CDP) в США, в окрузі Гарлан штату Кентуккі. Населення — 326 осіб (2020).

## Географія
Патфорк розташований за координатами 36°45′44″ пн. ш. 83°28′27″ зх. д. / 36.76222° пн. ш. 83.47417° зх. д. (36.762220, -83.474259).  За даними Бюро перепису населення США в 2010 році переписна місцевість мала площу 3,24 км², з яких 3,22 км² — суходіл та 0,03 км² — водойми.

## Демографія
Згідно з переписом 2010 року, у переписній місцевості мешкало 379 осіб у 166 домогосподарствах у складі 110 родин. Густота населення становила 117 осіб/км².  Було 178 помешкань (55/км²).
Расовий склад населення:
| - 100,0 % — білих |

До двох чи більше рас належало 0,0 %. Частка іспаномовних становила 0,0 % від усіх жителів.
За віковим діапазоном населення розподілялося таким чином: 16,9 % — особи молодші 18 років, 65,4 % — особи у віці 18—64 років, 17,7 % — особи у віці 65 років та старші. Медіана віку мешканця становила 45,8 року. На 100 осіб жіночої статі у переписній місцевості припадало 98,4 чоловіків;  на 100 жінок у віці від 18 років та старших — 100,6 чоловіків також старших 18 років.
Середній дохід на одне домашнє господарство  становив 30 208 доларів США (медіана — 20 878), а середній дохід на одну сім'ю — 39 446 доларів (медіана — 34 107). За межею бідності перебувало 31,4 % осіб, у тому числі 45,9 % дітей у віці до 18 років та 22,7 % осіб у віці 65 років та старших.
Цивільне працевлаштоване населення становило 129 осіб. Основні галузі зайнятості: освіта, охорона здоров'я та соціальна допомога — 38,8 %, сільське господарство, лісництво, риболовля — 22,5 %, роздрібна торгівля — 20,9 %.